# بوب شيبارد
بوب شيبارد (بالإنجليزية: Bob Sheppard)‏ هو عازف جاز أمريكي، ولد في 4 مايو 1952 في ترنتون في الولايات المتحدة.

## وصلات خارجية
- بوب شيبارد على موقع ميوزك برينز (الإنجليزية)
- بوب شيبارد على موقع أول ميوزيك (الإنجليزية)
- بوب شيبارد على موقع ديسكوغز (الإنجليزية)